# ŁKS 1926 Łomża
ŁKS Łomża – polski klub piłkarski z siedzibą w Łomży, od sezonu 2023/2024 występujący w III lidze.

## Informacje ogólne
- Nazwa: Łomżyński Klub Sportowy "Łomża"
- Rok założenia: 16 kwietnia 1926
- Debiut w II lidze: 15 sierpnia 2006 (Śląsk Wrocław 0 – 0 ŁKS Łomża)
- Najwyższe zwycięstwo w historii: 18 – 3 z LZS Piątnica (8 września 1961)
- Najwyższa porażka w historii: 0 – 35 z Okęciem Warszawa (14 września 1958)

## Nazwy klubu
Dotychczasowe nazwy klubu:
16 kwietnia 1926 – ŁKS (Łomżyński Klub Sportowy) Łomża
1933 – połączenie z Akademickim Kołem Łomża i Legionem Młodych
1945–1950 – kolejno: OMTUR, Kolejarz, Budowlani, Start
1950 – ŁKS Łomża
2005 – ŁKS Browar Łomża
2009 – ŁKS Łomża
2010 – ŁKS 1926 Łomża
2023 – ŁKS Łomża

## Historia

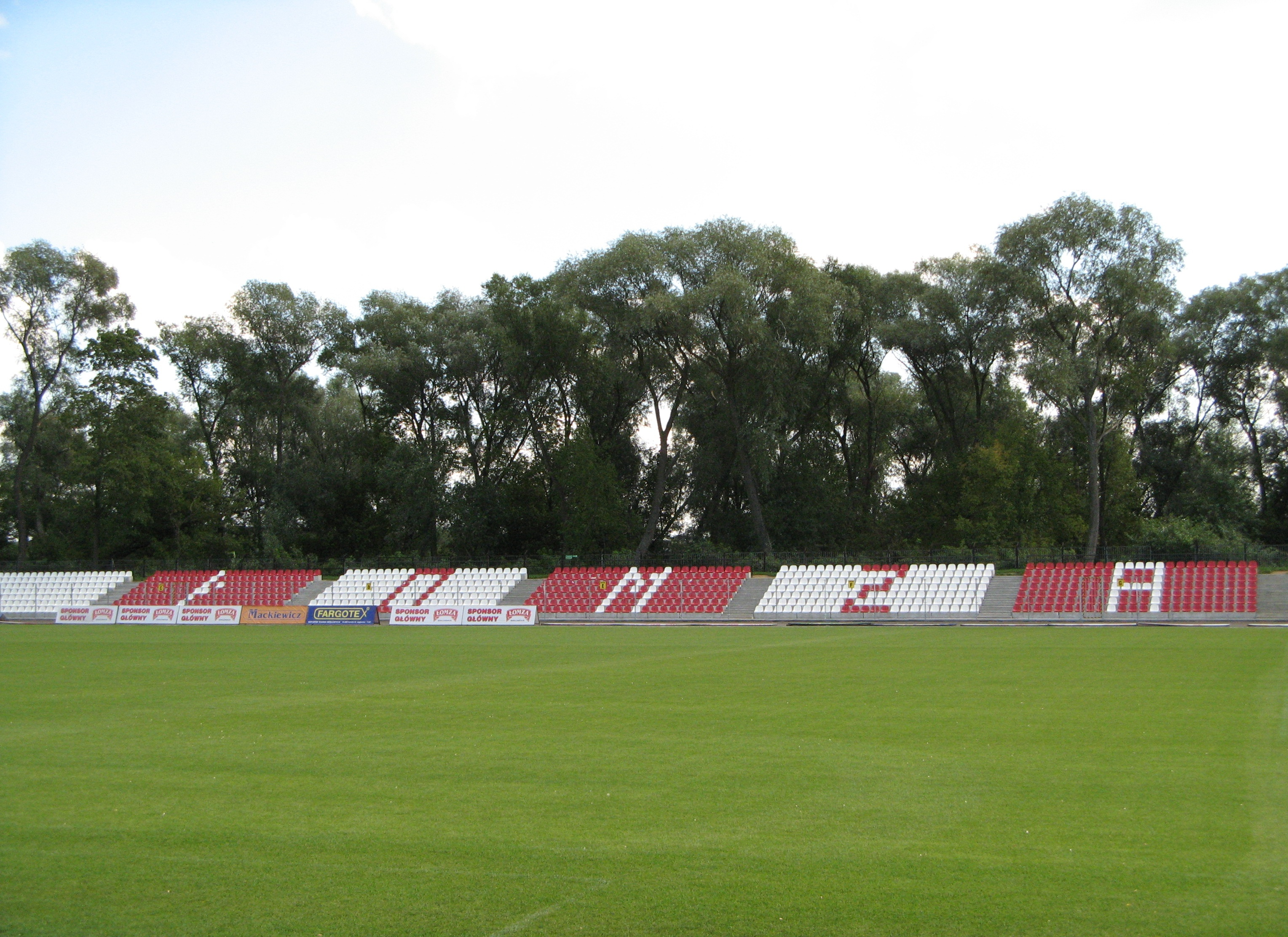
Stadion Miejski w Łomży (2007)

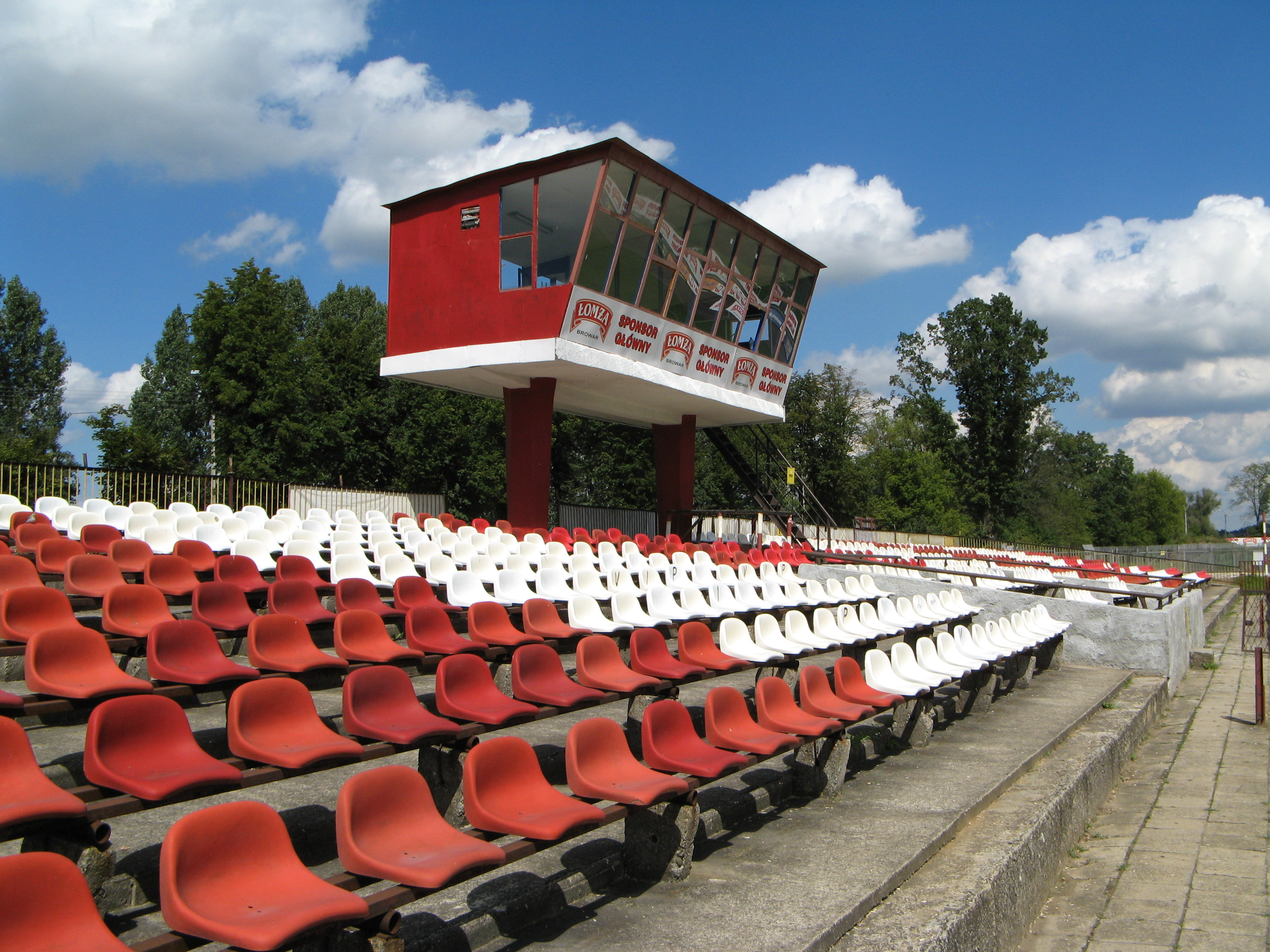
Stadion Miejski w Łomży (2007)

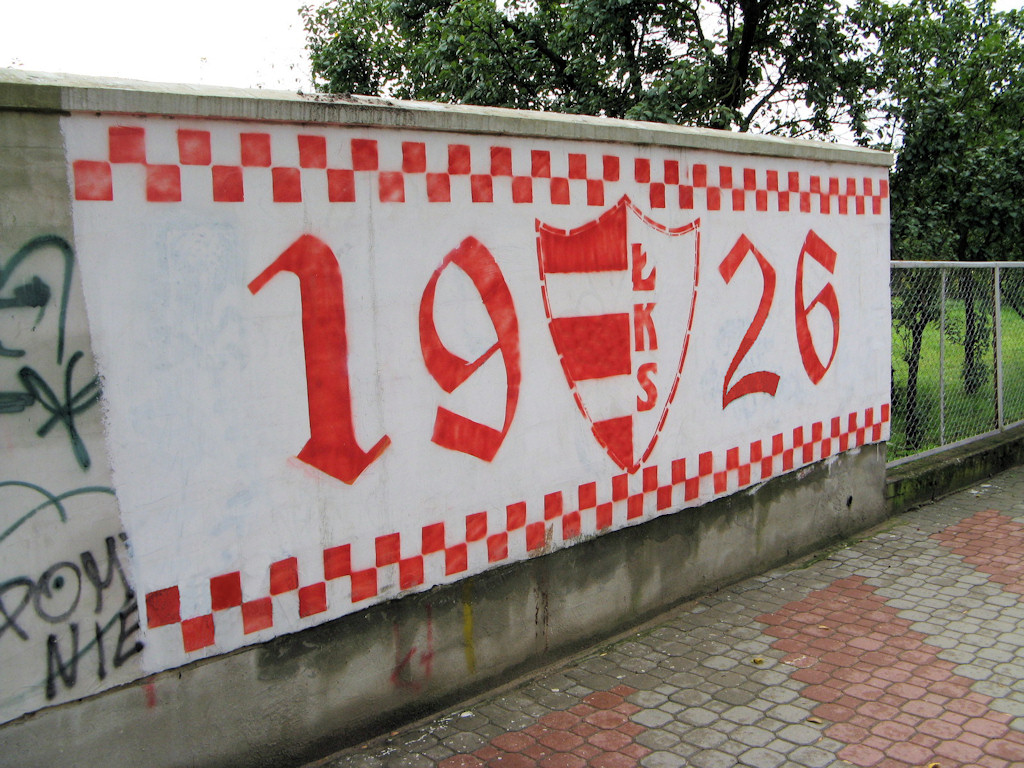
Graffiti «ŁKS 1926»

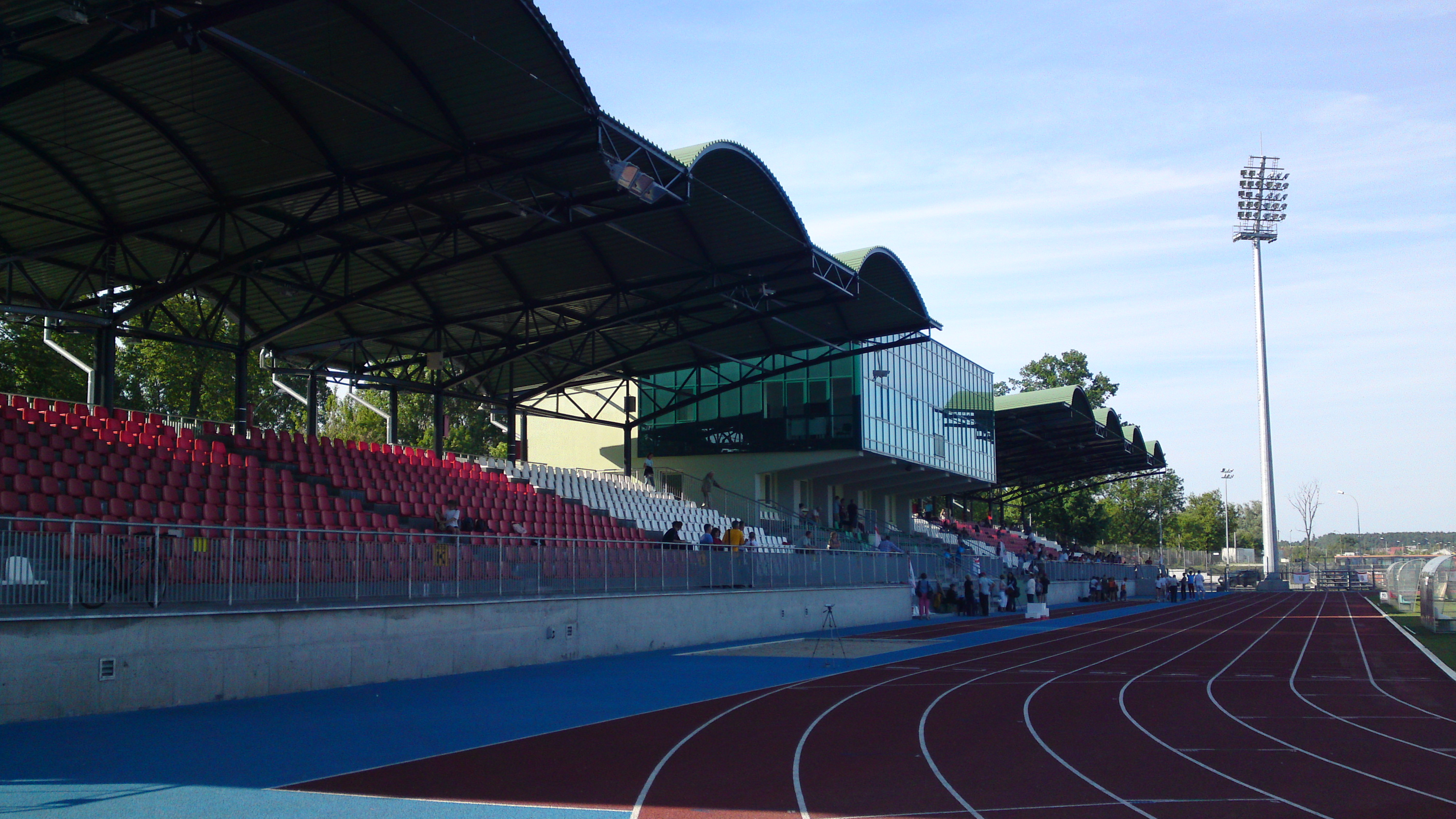
Stadion Miejski w Łomży po renowacji (2011)

16 kwietnia 1926 grupa przyjaciół założyła Łomżyński Klub Sportowy. Pomysłodawcami byli bracia Cieślukowie – Henryk, student prawa na Uniwersytecie Warszawskim, w latach 60. XX w. minister sprawiedliwości i starszy, Wacław – pracownik umysłowy „Społem”, pierwszy prezes klubu. Był to pierwszy klub cywilny w mieście i miał służyć odciąganiu młodzieży od wstępowania do klubów wojskowych: "Legionu Młodych" i "Strzelca". Władze wojskowe utrudniały zalegalizowanie działalności klubu. Pierwszy mecz ŁKS zagrał 29 kwietnia 1926 r. z 71 Pułkiem Piechoty z Zambrowa i wygrał go 6:0. Na początku lat 30. podzielono polskie rozgrywki na klasy. ŁKS trafił do klasy B (pośrednia pomiędzy dzisiejszą II a III ligą). W 1932 roku ŁKS zostaje mistrzem ligi, jednak białostocki oddział PZPN nie wiadomo dlaczego, znowu umieszcza ŁKS w klasie B. W 1933 roku ŁKS znów zostaje mistrzem, wygrywając wysoko z Jagiellonią i Jutrznią Białystok i awansuje do klasy A (II liga) zdobywając jej wicemistrzostwo. To wydarzenie było sukcesem, bo stroje, sprzęt i wyjazdy opłacali sami zawodnicy. W tej sytuacji klubem zainteresowało się wojsko – połączono ŁKS, sekcję sportową Akademickiego koła "Łomża" i "Legion Młodych" w jeden klub z nazwą ŁKS Łomża. Patronat wojska trwał 2 lata, wówczas wybudowano stadion nad Narwią. Płytę boiska zdrenowano i otoczono 3-metrowym wałem ziemnym. Od ulicy Zjazd stała trybuna kryta, a pod nią mieściły się szatnie. Na obiekcie znajdowała się 400-metrowa bieżnia, płyta treningowa, 5 kortów ziemnych, boisko do koszykówki i siatkówki, hala gimnastyczna, basen i przystań wioślarska. W 1937 roku ŁKS został wyrzucony z rozgrywek przez białostocki PZPN za nieopłacenie składki.
W czasie trwania drugiej wojny światowej ŁKS nie zagrał żadnego meczu ligowego. W czasie wojny zniszczono stadion (trybuny spalone, murawa zryta pociskami). Po wojnie grupa piłkarzy, którzy ją przeżyli, zaczęła znowu grać. Klub przyjął nazwę OMTUR, potem zmieniając ją na m.in. Kolejarz, Budowlani, Start, aż powrócił do historycznego ŁKS. Pod koniec lat 50. klub ustabilizował się. Wybudowano szatnię i stadion. Różnorakie kłopoty nie przeszkodziły w zdobyciu w 1966 roku Pucharu Polski w okręgu białostockim i prawie awansować do drugiej ligi. Od początku lat 70. w ŁKS-ie pojawiały się fikcyjne etaty dla zawodników, różne skandale i afery. W latach 80. zamarło szkolenie młodzieży, pojawiły się problemy ze skompletowaniem jedenastki oraz problemy finansowe. W 1995 roku prawie ogłoszono upadłość klubu, jednak miasto Łomża spłaciło długi ŁKS-u.
Przez całe lata 90. XX wieku ŁKS krążył między trzecią i czwartą ligą. Na skutek reorganizacji ligi w 1998 roku ŁKS spadł do IV ligi i przez kilka lat nie udawało mu się z niej awansować. Pogorszyła się także frekwencja, na mecze w trzeciej lidze chodziło nawet do 1500 osób, natomiast w IV 400-500 widzów. Po latach posuchy klub wywalczył upragniony awans do III ligi, a po dwóch bardzo dobrych w niej sezonach, udało się wywalczyć historyczny awans na zaplecze ekstraklasy (sezon 2006/07). Średnia widzów na mecz w trzeciej lidze osiągnęła prawie 3000 osób. Rekord frekwencji wynosi ok. 4500 na meczu z MZKS Kozienice w 2006 roku. Po wywalczeniu awansu okazało się, że klub ma poważne problemy finansowe które zostały zażegnane. Wymieniony został prawie całkowicie zarząd klubu, któremu udało się zgłosić klub do drugoligowych rozgrywek.
W sezonie 2006/2007 Łomżyński Klub Sportowy uplasował się na 13. miejscu, dzięki czemu udało mu się utrzymać w II lidze. W sezonie 2007/2008 po rundzie wiosennej do klubu wkroczył kurator Jan Gąsiorek. Zmiana ta nie przyczyniła się do poprawy gry łomżyńskiej drużyny: ŁKS zajmując przedostatnie miejsce w tabeli spadł o jedną klasę rozgrywkową i po reformie rozgrywek grał w nowej II lidze. W związku z kłopotami finansowymi zarząd klubu podał się do dymisji, a 9 lutego 2009 Sąd Okręgowy w Łomży wyznaczył kuratora, którym został mecenas Wincenty Wybranowski. Łomżyński zespół zakończył sezon na ostatnim miejscu w tabeli i spadł do III ligi, jednak z powodu zadłużenia klub nie otrzymał licencji na prowadzenie rozgrywek. W sezonie 2009/2010 ŁKS Łomża rozgrywa mecze w IV lidze, grupie podlaskiej. W pierwszej kolejce rundy jesiennej piłkarze ŁKS Łomża nieoczekiwanie wygrali z ubiegłorocznym zwycięzcą IV ligi, Hetmanem Białystok, zaś zakończyli sezon na 3. miejscu.
Od sezonu 2010/2011 łomżyński klub występował pod nową nazwą ŁKS 1926 Łomża. Inauguracyjne spotkanie klub wygrał aż 8:0 z zespołem Gryf Gródek.
W 2011 roku zajął 1. miejsce w grupie podlaskiej IV ligi i awansował do III ligi podlasko-warmińsko mazurskiej. W III lidze występował nieprzerwanie do sezonu 2018/2019, kiedy to zajmując ostatnie, 18. miejsce w tabeli spadli do IV ligi, gr. podlaskiej. 17 czerwca 2023 r zwycięstwem z KS Śniadowo (5:0) klub zapewnił sobie awans do III ligi.   
Od momentu zmiany nazwy zespół z Łomży wygrał 7- krotnie Regionalny Puchar Polski w woj. podlaskim, który uprawniał do uczestniczenia w rozgrywkach szczebla centralnego w następnym sezonie.

## Sukcesy
- Puchar Polski OZPN Białystok – 1951/52, 1965/66
- Puchar Polski OZPN Łomża – 1976/77, 1988/89, 1989/90, 1990/91, 1992/93, 1995/96
- Puchar Polski WZPN Podlaskie – 2010/11, 2011/12, 2012/13, 2014/15, 2015/16, 2016/17, 2024/25
- awans do II ligi w sezonie 2005/06

## Klub w rozgrywkach ligowych
| Klub                     | Sezony | Mecze | Punkty | Zw  | Re  | Po  | Br(+) | Br(-) | Br(=) |
| ------------------------ | ------ | ----- | ------ | --- | --- | --- | ----- | ----- | ----- |
| I liga (dawna II liga)   | 2      | 68    | 69     | 17  | 18  | 33  | 70    | 108   | -38   |
| II liga (dawna III liga) | 18     | 516   | 469    | 143 | 124 | 249 | 494   | 892   | -398  |

| Poziomy rozgrywkowe | Poziomy rozgrywkowe | Poziomy rozgrywkowe | Poziomy rozgrywkowe | Poziomy rozgrywkowe | Poziomy rozgrywkowe | Poziomy rozgrywkowe | Sezony, opis | Sezony, opis                | Sezony, opis | Sezony, opis | Sezony, opis | Sezony, opis | Sezony, opis                                                                      | Sezony, opis                         |
| I                   | II                  | III                 | IV                  | V                   | VI                  | VII                 | Sezon        | Liga                        | Poz.         | Pkt.         | Bramki       | Z/R/P        | Uwagi                                                                             | Nazwa                                |
| ------------------- | ------------------- | ------------------- | ------------------- | ------------------- | ------------------- | ------------------- | ------------ | --------------------------- | ------------ | ------------ | ------------ | ------------ | --------------------------------------------------------------------------------- | ------------------------------------ |
| MP                  | A                   | B                   | C                   |                     |                     |                     | 1926         |                             |              |              |              |              | Mecze towarzyskie                                                                 | Łomżynianka                          |
| L                   | A                   | B                   | C                   |                     |                     |                     | 1927         | b.d.                        | b.d.         | b.d.         | b.d.         | b.d.         |                                                                                   | Łomżynianka                          |
| L                   | A                   | B                   | C                   |                     |                     |                     | 1928         | b.d.                        | b.d.         | b.d.         | b.d.         | b.d.         |                                                                                   | Łomżynianka                          |
| L                   | A                   | B                   | C                   |                     |                     |                     | 1929         | Klasa B (Białostocka)       | b.d.         | b.d.         | b.d.         | b.d.         |                                                                                   | Łomżynianka                          |
| L                   | A                   | B                   | C                   |                     |                     |                     | 1930         | Klasa B (Białostocka)       | b.d.         | b.d.         | b.d.         | b.d.         |                                                                                   | Łomżynianka                          |
| L                   | A                   | B                   | C                   |                     |                     |                     | 1931         | Klasa B (Białostocka)       | b.d.         | b.d.         | b.d.         | b.d.         |                                                                                   | Łomżynianka                          |
| L                   | A                   | B                   | C                   |                     |                     |                     | 1932         | Klasa B (Białostocka)       | 1            | b.d.         | b.d.         | b.d.         |                                                                                   | Łomżynianka                          |
| L                   | A                   | B                   | C                   |                     |                     |                     | 1933         | Klasa B (Białostocka)       | b.d.         | b.d.         | b.d.         | b.d.         |                                                                                   | Łomżynianka                          |
| L                   | A                   | B                   | C                   |                     |                     |                     | 1934         | Klasa A gr.I (Biał.)        | 1            | 11           | 20-6         | 5/1/0        | [ 6 ]                                                                             | ŁKS Legion                           |
| L                   | A                   | B                   | C                   |                     |                     |                     | 1935         | Klasa A gr.I (Biał.)        | 4            | 4            | 7-20         | 1/0/7        | Ostateczna klasyfikacja 3 grup, ŁKS zajął 7 miejsce                               | ŁKS                                  |
| L                   | A                   | B                   | C                   |                     |                     |                     | 1936         | Klasa A gr.III (Biał.)      | 2            | 4            | 8-7          | 1/2/1        | W łącznej klasyfikacji 3 grup, ŁKS zajął 4-6 miejsce                              | ŁKS                                  |
| L                   | A                   | B                   | C                   |                     |                     |                     | 1936/37      | Klasa A (Białostocka)       | (2)          | (11)         | (28-16)      | (5/1/3)      | Tabela niekompletna, brak danych 5 meczów.                                        | ŁKS                                  |
| L                   | A                   | B                   | C                   |                     |                     |                     | 1937/38      | Klasa A (Białostocka)       | 7            | 0            | 0-36         | 0/0/12       | [ 7 ]                                                                             | ŁKS                                  |
| L                   | A                   | B                   | C                   |                     |                     |                     | 1938/39      | Klasa B                     | b.d.         | b.d.         | b.d.         | b.d.         |                                                                                   | ŁKS                                  |
|                     |                     |                     |                     |                     |                     |                     | 1940-45      | 1940-45                     |              |              |              |              | Przerwa w rozgrywkach z powodu wojny                                              | Przerwa w rozgrywkach z powodu wojny |
| MP                  | MO                  |                     |                     |                     |                     |                     | 1946         | Mistrzostwa Okręgów (gr.II) | 2            | 12           | 30-8         | 6/0/2        | Ostateczna pozycja miejsca 4-6, awans do klasy A                                  | TUR                                  |
| MP                  | A                   | B                   | C                   |                     |                     |                     | 1947         | Klasa A                     | 6            | 0            | 0-0          | 0/0/0        | Klub wycofany w trakcie rozgrywek,wyniki anulowano, degradacja.                   | OMTUR                                |
| 1                   | A                   | B                   | C                   |                     |                     |                     | 1948         | Klasa B                     | b.d.         | b.d.         | b.d.         | b.d.         |                                                                                   | Zetempowiec                          |
| 1                   | 2                   | A                   | B                   | C                   |                     |                     | 1949         | Klasa C (gr.I)              | 1            | b.d.         | b.d.         | b.d.         |                                                                                   | Związkowiec                          |
| 1                   | 2                   | A                   | B                   | C                   |                     |                     | 1949/50      | Klasa B                     | b.d.         | b.d.         | b.d.         | b.d.         |                                                                                   | Związkowiec                          |
| 1                   | 2                   | KW                  | KP                  |                     |                     |                     | 1951         | Klasa Powiatowa (gr.II)     | 2            | 12           | 30-14        | b.d.         |                                                                                   | Kolejarz                             |
| 1                   | 2                   | 1KW                 | 2KW                 |                     |                     |                     | 1952         | 2 Klasa Wojewódzka          | 1            | b.d.         | b.d.         | b.d.         | Przegrane baraże o awans do Klasy A.                                              | Kolejarz                             |
| 1                   | 2                   | 3                   | A                   | B                   | C                   |                     | 1953         | Klasa B                     | 1            | 23           | 67-19        | b.d.         | Wygrane baraże o awans do Klasy A                                                 | Kolejarz                             |
| 1                   | 2                   | 3                   | A                   | B                   | C                   |                     | 1954         | Klasa A                     | 7            | 8            | 16-32        | 2/4/8        |                                                                                   | Kolejarz                             |
| 1                   | 2                   | 3                   | A                   | B                   | C                   |                     | 1955         | Klasa B                     | 1            | 28           | 49-16        | b.d.         | Przed sezonem fuzja Kolejarza i Sparty Łomża w jeden klub o nazwie ŁKS Budowlani. | ŁKS Budowlani                        |
| 1                   | 2                   | 3                   | A                   | B                   | C                   |                     | 1956         | Klasa A                     | 5            | 22           | 48-38        | 10/2/10      |                                                                                   | ŁKS Budowlani                        |
| 1                   | 2                   | 3                   | A                   | B                   | C                   |                     | 1957         | Klasa A                     | 1            | 33           | 64-29        | 13/7/2       |                                                                                   | ŁKS Start                            |
| 1                   | 2                   | 3                   | A                   | B                   | C                   |                     | 1958         | III Liga (gr.III)           | 15           | 5            | 26-156       | 1/3/24       |                                                                                   | ŁKS Start                            |
| 1                   | 2                   | O                   | A                   | B                   | C                   |                     | 1959         | Klasa Okręgowa              | 2            | 28           | 59-25        | 9/3/2        |                                                                                   | ŁKS Start                            |
| 1                   | 2                   | O                   | A                   | B                   | C                   |                     | 1960         | Klasa Okręgowa              | 8            | 9            | 25-35        | 4/1/9        |                                                                                   | ŁKS Start                            |
| 1                   | 2                   | O                   | A                   | B                   | C                   |                     | 1960/61      | Klasa A                     | 2            | 23           | 61-22        | b.d.         |                                                                                   | ŁKS Start                            |
| 1                   | 2                   | O                   | A                   | B                   | C                   |                     | 1961/62      | Klasa Okręgowa              | 4            | 19           | 55-53        | 9/1/8        |                                                                                   | ŁKS Start                            |
| 1                   | 2                   | O                   | A                   | B                   | C                   |                     | 1962/63      | Klasa Okręgowa              | 4            | 24           | 47-44        | 8/8/6        |                                                                                   | ŁKS Start                            |
| 1                   | 2                   | O                   | A                   | B                   | C                   |                     | 1963/64      | Klasa Okręgowa              | 10           | 17           | 36-44        | 7/3/12       |                                                                                   | ŁKS Start                            |
| 1                   | 2                   | O                   | A                   | B                   | C                   |                     | 1964/65      | Klasa A                     | 1            | 33           | 75-10        | b.d.         |                                                                                   | ŁKS Start                            |
| 1                   | 2                   | O                   | A                   | B                   | C                   |                     | 1965/66      | Klasa Okręgowa              | 1            | 27           | 36-15        | 11/5/2       | Awans do III ligi, ten sam poziom rozgrywkowy.                                    | ŁKS                                  |
| 1                   | 2                   | 3                   | O                   | A                   | B                   | C                   | 1966/67      | III Liga (gr.III)           | 15           | 12           | 18-76        | 3/6/21       |                                                                                   | ŁKS                                  |
| 1                   | 2                   | 3                   | O                   | A                   | B                   | C                   | 1967/68      | Klasa Okręgowa              | 7            | 18           | 33-38        | 7/4/11       |                                                                                   | ŁKS                                  |
| 1                   | 2                   | 3                   | O                   | A                   | B                   | C                   | 1968/69      | Klasa Okręgowa              | 8            | 21           | 43-40        | 9/3/10       |                                                                                   | ŁKS                                  |
| 1                   | 2                   | 3                   | O                   | A                   | B                   | C                   | 1969/70      | Klasa Okręgowa              | 8            | 19           | 37-54        | 6/7/9        |                                                                                   | ŁKS                                  |
| 1                   | 2                   | 3                   | O                   | A                   | B                   | C                   | 1970/71      | Klasa Okręgowa              | 6            | 25           | 38-36        | 11/3/8       |                                                                                   | ŁKS                                  |
| 1                   | 2                   | 3                   | O                   | A                   | B                   | C                   | 1971/72      | Klasa Okręgowa              | 10           | 15           | 37-66        | 5/5/12       | Wygrany baraż o utrzymanie                                                        | ŁKS                                  |
| 1                   | 2                   | 3                   | O                   | A                   | B                   | C                   | 1972/73      | Klasa Okręgowa              | 6            | 20           | 36-52        | 9/2/11       | Reorganizacja ligi po sezonie, awans o jeden poziom                               | ŁKS                                  |
| 1                   | 2                   | O                   | A                   | B                   | C                   |                     | 1973/74      | Klasa Okręgowa              | 11           | 20           | 29-60        | 8/4/14       | Reorganizacja ligi po sezonie                                                     | ŁKS                                  |
| 1                   | 2                   | KW                  | KMP                 | KP                  |                     |                     | 1974/75      | Klasa Międzypowiatowa       | 2            | 22           | 40-26        | b.d.         |                                                                                   | ŁKS                                  |
| 1                   | 2                   | KW                  | KMP                 | KP                  |                     |                     | 1975/76      | Klasa Międzypowiatowa       | 1            | 27           | 68-19        | b.d.         | Reorganizacja ligi po sezonie, degradacja o jeden poziom.                         | ŁKS                                  |
| 1                   | 2                   | 3                   | A                   | B                   | C                   |                     | 1976/77      | Klasa A                     | 1            | 39           | 69-9         | 18/3/1       |                                                                                   | ŁKS                                  |
| 1                   | 2                   | 3                   | A                   | B                   | C                   |                     | 1977/78      | III Liga (gr.II)            | 17           | 26           | 25-30        | 9/8/9        |                                                                                   | ŁKS                                  |
| 1                   | 2                   | 3                   | A                   | B                   | C                   |                     | 1978/79      | III Liga (gr.II)            | 9            | 26           | 20-22        | 10/6/10      |                                                                                   | ŁKS                                  |
| 1                   | 2                   | 3                   | A                   | B                   | C                   |                     | 1979/80      | III Liga (gr.II)            | 12           | 18           | 26-47        | 6/6/16       |                                                                                   | ŁKS                                  |
| 1                   | 2                   | 3                   | O                   | A                   | B                   |                     | 1980/81      | Klasa Okręgowa              | 3            | 33           | 37-18        | 12/9/5       |                                                                                   | ŁKS                                  |
| 1                   | 2                   | 3                   | O                   | A                   | B                   |                     | 1981/82      | Klasa Okręgowa              | 2            | 31           | 38-25        | 15/1/6       |                                                                                   | ŁKS                                  |
| 1                   | 2                   | 3                   | O                   | A                   | B                   |                     | 1982/83      | III Liga (gr.III)           | 10           | 24           | 26-39        | 8/8/10       |                                                                                   | ŁKS                                  |
| 1                   | 2                   | 3                   | O                   | A                   | B                   |                     | 1983/84      | III Liga (gr.III)           | 9            | 24           | 25-30        | 8/8/10       |                                                                                   | ŁKS                                  |
| 1                   | 2                   | 3                   | O                   | A                   | B                   |                     | 1984/85      | III Liga (gr.III)           | 13           | 20           | 19-40        | 7/6/13       |                                                                                   | ŁKS                                  |
| 1                   | 2                   | 3                   | O                   | A                   | B                   |                     | 1985/86      | Klasa Okręgowa              | 5            | 35           | 69-32        | 14/4/5       |                                                                                   | ŁKS                                  |
| 1                   | 2                   | 3                   | O                   | A                   | B                   |                     | 1986/87      | Klasa Okręgowa              | 2            | 38           | 58-23        | 17/4/5       |                                                                                   | ŁKS                                  |
| 1                   | 2                   | 3                   | O                   | A                   | B                   |                     | 1987/88      | Klasa Okręgowa              | 1            | 46           | 69-13        | 21/4/1       |                                                                                   | ŁKS                                  |
| 1                   | 2                   | 3                   | O                   | A                   | B                   |                     | 1988/89      | III Liga (gr.III)           | 12           | 3            | 16-47        | 3/6/15(9)    |                                                                                   | ŁKS                                  |
| 1                   | 2                   | 3                   | O                   | A                   | B                   |                     | 1989/90      | Klasa Okręgowa              | 3            | 43           | 63-17        | 19/5/6       |                                                                                   | ŁKS                                  |
| 1                   | 2                   | 3                   | O                   | A                   | B                   |                     | 1990/91      | Klasa Okręgowa              | 2            | 34           | 46-13        | 15/4/3       |                                                                                   | ŁKS                                  |
| 1                   | 2                   | 3                   | O                   | A                   | B                   |                     | 1991/92      | III Liga (gr.V)             | 11           | 28           | 27-31        | 7/14/9       |                                                                                   | ŁKS                                  |
| 1                   | 2                   | 3                   | O                   | A                   | B                   |                     | 1992/93      | III Liga (gr.IV)            | 14           | 20           | 26-58        | 7/6/17       |                                                                                   | ŁKS                                  |
| 1                   | 2                   | 3                   | O                   | A                   | B                   |                     | 1993/94      | Klasa Okręgowa              | 1            | 47           | 77-14        | 22/3/1       |                                                                                   | ŁKS                                  |
| 1                   | 2                   | 3                   | O                   | A                   | B                   |                     | 1994/95      | III Liga (gr.I)             | 13           | 24           | 31-39        | 6/12/12      |                                                                                   | ŁKS                                  |
| 1                   | 2                   | 3                   | O                   | A                   | B                   |                     | 1995/96      | III Liga (gr.II)            | 9            | 45           | 34-30        | 12/9/9       |                                                                                   | ŁKS                                  |
| 1                   | 2                   | 3                   | 4                   | O                   | A                   | B                   | 1996/97      | III Liga (gr.VII)           | 11           | 37           | 40-47        | 10/7/13      |                                                                                   | ŁKS                                  |
| 1                   | 2                   | 3                   | 4                   | O                   | A                   | B                   | 1997/98      | III Liga (gr.VII)           | 16           | 15           | 32-55        | 6/5/23       |                                                                                   | ŁKS                                  |
| 1                   | 2                   | 3                   | 4                   | O                   | A                   | B                   | 1998/99      | IV Liga (makroregionalna)   | 5            | 56           | 51-41        | 15/11/8      |                                                                                   | ŁKS                                  |
| 1                   | 2                   | 3                   | 4                   | O                   | A                   | B                   | 1999/00      | IV Liga (makroregionalna)   | 4            | 66           | 66-32        | 21/3/8       | Reorganizacja rozgrywek, utworzenie IV Ligi okręgowej                             | ŁKS                                  |
| 1                   | 2                   | 3                   | 4                   | O                   | A                   | B                   | 2000/01      | IV Liga (podlaska)          | 5            | 52           | 60-29        | 15/7/8       |                                                                                   | ŁKS                                  |
| 1                   | 2                   | 3                   | 4                   | O                   | A                   | B                   | 2001/02      | IV Liga (podlaska)          | 4            | 52           | 70-42        | 15/7/8       |                                                                                   | ŁKS                                  |
| 1                   | 2                   | 3                   | 4                   | O                   | A                   | B                   | 2002/03      | IV Liga (podlaska)          | 4            | 58           | 59-43        | 17/7/8       |                                                                                   | ŁKS                                  |
| 1                   | 2                   | 3                   | 4                   | O                   | A                   | B                   | 2003/04      | IV Liga (podlaska)          | 1            | 67           | 87-13        | 22/1/1       |                                                                                   | ŁKS                                  |
| 1                   | 2                   | 3                   | 4                   | O                   | A                   | B                   | 2004/05      | III Liga (gr.I)             | 3            | 51           | 36-23        | 15/6/9       |                                                                                   | ŁKS Browar                           |
| 1                   | 2                   | 3                   | 4                   | O                   | A                   | B                   | 2005/06      | III Liga (gr.I)             | 1            | 71           | 59-14        | 22/5/1       |                                                                                   | ŁKS Browar                           |
| 1                   | 2                   | 3                   | 4                   | O                   | A                   | B                   | 2006/07      | II Liga                     | 13           | 39           | 38-49        | 9/12/13      |                                                                                   | ŁKS Browar                           |
| 1                   | 2                   | 3                   | 4                   | O                   | A                   | B                   | 2007/08      | II Liga                     | 17           | 30           | 32-59        | 8/6/20       | Spadek do nowej II ligi.                                                          | ŁKS Browar                           |
| E                   | 1                   | 2                   | 3                   | 4                   | O                   | A                   | 2008/09      | II Liga (gr. wschodnia)     | 18           | 12           | 8-108        | 3/3/28       | ŁKS nie otrzymał licencji na grę III lidze, został zdegradowany do IV ligi        | ŁKS 1926                             |
| E                   | 1                   | 2                   | 3                   | 4                   | O                   | A                   | 2009/10      | IV Liga (podlaska)          | 3            | 60           | 78-25        | 18/6/6       |                                                                                   | ŁKS 1926                             |
| E                   | 1                   | 2                   | 3                   | 4                   | O                   | A                   | 2010/11      | IV Liga (podlaska)          | 1            | 84           | 103-12       | 27/3/0       |                                                                                   | ŁKS 1926                             |
| E                   | 1                   | 2                   | 3                   | 4                   | O                   | A                   | 2011/12      | III Liga (gr.V)             | 6            | 51           | 53-31        | 15/6/9       |                                                                                   | ŁKS 1926                             |
| E                   | 1                   | 2                   | 3                   | 4                   | O                   | A                   | 2012/13      | III Liga (gr.V)             | 9            | 43           | 42-38        | 13/4/13      |                                                                                   | ŁKS 1926                             |
| E                   | 1                   | 2                   | 3                   | 4                   | O                   | A                   | 2013/14      | III Liga (gr.V)             | 12           | 39           | 49-65        | 10/9/15      |                                                                                   | ŁKS 1926                             |
| E                   | 1                   | 2                   | 3                   | 4                   | O                   | A                   | 2014/15      | III Liga (gr.V)             | 9            | 45           | 53-64        | 13/6/15      |                                                                                   | ŁKS 1926                             |
| E                   | 1                   | 2                   | 3                   | 4                   | O                   | A                   | 2015/16      | III Liga (gr.V)             | 5            | 65           | 70-35        | 20/5/9       |                                                                                   | ŁKS 1926                             |
| E                   | 1                   | 2                   | 3                   | 4                   | O                   | A                   | 2016/17      | III Liga (gr.I)             | 10           | 46           | 37-34        | 12/10/12     |                                                                                   | ŁKS 1926                             |
| E                   | 1                   | 2                   | 3                   | 4                   | O                   | A                   | 2017/18      | III Liga (gr.I)             | 10           | 45           | 41-46        | 12/9/13      |                                                                                   | ŁKS 1926                             |
| E                   | 1                   | 2                   | 3                   | 4                   | O                   | A                   | 2018/19      | III Liga (gr.I)             | 18           | 9            | 25-85        | 2/3/29       |                                                                                   | ŁKS 1926                             |
| E                   | 1                   | 2                   | 3                   | 4                   | O                   | A                   | 2019/20      | IV Liga (podlaska)          | 11           | 17           | 24-30        | 4/5/6        |                                                                                   | ŁKS 1926                             |
| E                   | 1                   | 2                   | 3                   | 4                   | O                   | A                   | 2020/21      | IV Liga (podlaska)          | 4            | 64           | 92-34        | 20/4/8       |                                                                                   | ŁKS 1926                             |
| E                   | 1                   | 2                   | 3                   | 4                   | O                   | A                   | 2021/22      | IV Liga (podlaska)          | 3            | 71           | 103-31       | 23/2/5       |                                                                                   | ŁKS 1926                             |
| E                   | 1                   | 2                   | 3                   | 4                   | O                   | A                   | 2022/23      | IV Liga (podlaska)          | 1            | 80           | 113-26       | 25/5/4       | Wejście                                                                           | ŁKS 1926                             |
| E                   | 1                   | 2                   | 3                   | 4                   | O                   | A                   | 2023/24      | III Liga (gr.I)             | 9            | 48           | 52-51        | 14/6/14      |                                                                                   | ŁKS                                  |
| E                   | 1                   | 2                   | 3                   | 4                   | O                   | A                   | 2024/25      | III Liga (gr.I)             | 3            | 64           | 68-38        | 18/10/6      |                                                                                   | ŁKS                                  |

## Rozgrywki w Pucharze Polski
- 2017/18 runda przedwstępna (15 lipca 2017)    ŁKS 1926 Łomża 2-4 Bytovia Bytów (odpadnięcie z rozgrywek)
- 2016/17: runda przedwstępna (16 lipca 2016)   ŁKS 1926 Łomża 2-3 GKS Tychy (odpadnięcie z rozgrywek)
- 2015/16: runda przedwstępna (19 lipca 2015):  ŁKS 1926 Łomża 2-1 Raków Częstochowa (awans do I rundy), I runda (26 lipca 2015) ŁKS 1926 Łomża 0-0 Chrobry Głogów pk.6-7 (odpadnięcie z rozgrywek)
- 2013/2014: runda przedwstępna (17 lipca 2013): ŁKS 1926 Łomża 2 – 3 Odra Opole (odpadnięcie z rozgrywek)
- 2012/2013: runda przedwstępna (18 lipca 2012): ŁKS 1926 Łomża 0 – 3 Świt Nowy Dwór Mazowiecki (odpadnięcie z rozgrywek)
- 2011/2012: runda przedwstępna (20 lipca 2011): ŁKS 1926 Łomża 2 – 3 Stomil Olsztyn (odpadnięcie z rozgrywek)
- 2009/2010: runda przedwstępna (29 lipca 2009): Mazur Karczew 3 – 0 ŁKS Łomża (odpadnięcie z rozgrywek)
- 2008/2009: I runda (27 sierpnia 2008): Wisła Płock 8 – 0 ŁKS Łomża (odpadnięcie z rozgrywek)
- 2007/2008: I runda (29 sierpnia 2007): Jeziorak Iława 3 – 1 ŁKS Łomża (odpadnięcie z rozgrywek)

## Stadion
Stadion Miejski położony jest przy ulicy Zjazd 18 w Łomży. Od lipca 2009 do marca 2011 roku trwał II etap modernizacji stadionu miejskiego, który był współfinansowany przez Unię Europejską w ramach Regionalnego Programu Operacyjnego Województwa Podlaskiego na lata 2007–2013. Całkowity koszt modernizacji początkowo zakładano na 22 mln zł. W rzeczywistości całkowity koszt wyniósł między 25 a 27 milionów zł.
Prace modernizacyjne obejmowały m.in. budowę budynku zaplecza sportowego z szatniami, zadaszonych trybun na 1760 miejsc oraz trybuny dla VIP-ów, 8-torowej tartanowej bieżni z urządzeniami lekkoatletycznymi, kortów tenisowych o nawierzchni z trawy syntetycznej oraz oświetlenia płyty boiska głównego.
29 marca 2011 roku miało miejsce otwarcie stadionu piłkarskiego po pięciu latach od momentu rozpoczęcia jego modernizacji. Inauguracyjny mecz tego dnia rozegrały reprezentacje młodzieżowe U-18 Polski i Holandii przy dopingu łomżyńskich kibiców. W przerwie meczu wręczono "Łomżyńskie Laury Sportowe 2010", zaś sam mecz zakończył się wynikiem 3:0 dla reprezentacji Polski. W wyniku modernizacji stadion łomżyński powiększył swoją pojemność do 3440 miejsc.
| Dane techniczne            | Dane techniczne |
| -------------------------- | --------------- |
| Wymiary boiska             | 105 x 69 m      |
| Pojemność stadionu         | 3440 miejsc     |
| Trybuna główna (zadaszona) | 1760 miejsc     |
| Trybuna "od rzeki" (młyn)  | 1450 miejsc     |
| Klatka dla gości           | 230 miejsc      |
| Oświetlenie                |                 |
| Nawadniana murawa          |                 |
| Boisko treningowe          |                 |
| Bieżnia lekkoatletyczna    |                 |
| Zadaszenie                 | (niepełne)      |
| Podgrzewana murawa         |                 |

## Aktualny skład zespołu
- Skład ŁKS Łomża na lks.lomza.pl

## Prezesi
Stan na 31 sierpnia 2023 roku
- 1. Wacław Cieśluk (1928-33)
- 2. Stefan Komendera (1934)
- 3. Mieczysław Czarnecki (1935-41)
- 4. Władysław Winko (1945-46)
- 5. Bolesław Dymowski (1947-48)
- 6. Rafał Wszędyrówny (1949)
- 7. Kazimierz Wiedeński (1950)
- 8. Jerzy Gajewski (1951-52)
- 9. Wacław Bogucki (1953-56)
- 10. Zygmunt Skorupka (1957-59)
- 11. Bronisław Makieła (1960-66)
- 12. Wacław Bogucki (1967-70)
- 13. Antoni Zazulin (1971-72)
- 14. Jerzy Pilski (1973)
- 15. Jerzy Broda (1974)
- 16. Jan Rachubka (1975)
- 17. Mieczysław Rozbicki (1976)
- 18. Henryk Trojanowski (1977-78)
- 19. Edward Zimnoch (1979)
- 20. Henryk Jakubowski (1980)
- 21. Kazimierz Woźniak (1981)
- 22. Józef Skorupski (1981-82)
- 23. Jan Lenard (1983-84)
- 24. Jan Jamiołkowski (1985-86)
- 25. Mikołaj Kisiel (1987-92)
- 26. Jacek Cholewicki (1993-94)
- 27. Bogusław Szczech (1995–2000)
- 28. Krzysztof Lendzioszek (2001–2004)
- 29. Józef Kosiorek (2004 – 2006)
- 30. Stanisław Kaseja (2006 – 2008)
- 31. Leszek Gołaszewski (2008 – lip 2008)
- 32. Zbigniew Sasinowski (2008 – 2009)
- 33. Jarosław Kulesza (2009 – 2010)
- 34. Paweł Petkowski (2010 – 2010 )
- 35. Jarosław Kulesza (2010 – 2017)
- 36. Łukasz Uściłowski (2017- 2022)
- 37. Damian Polnicki (2022–2023)
- 38. Tomasz Bałdyga (2023-)